# Füllbachtalbrücke (A 73)
Die Füllbachtalbrücke ist eine 161 m lange Brücke der Autobahn 73 bei Kilometer 56,7.
Das Bauwerk liegt westlich von Ebersdorf bei Coburg zwischen den Autobahnanschlussstellen Rödental und Ebersdorf bei Coburg. Es überspannt in einer Höhe von maximal 14 m mit fünf Brückenfeldern eine Gemeindeverbindungsstraße zwischen Buscheller und Friesendorf, die elektrifizierte Bahnstrecke Coburg-Lichtenfels, den Füllbach – einen Zufluss der Itz –, sowie die Gemeindeverbindungsstraße von Zeickhorn nach Friesendorf. Die Brücke ist beidseitig mit transparenten Lärmschutzwänden ausgestattet. Gebaut wurde die Überführung mit zwei getrennten Überbauten zwischen den Jahren 2005 und 2007 bei Kosten von ungefähr vier Millionen Euro.

## Gründung und Unterbauten

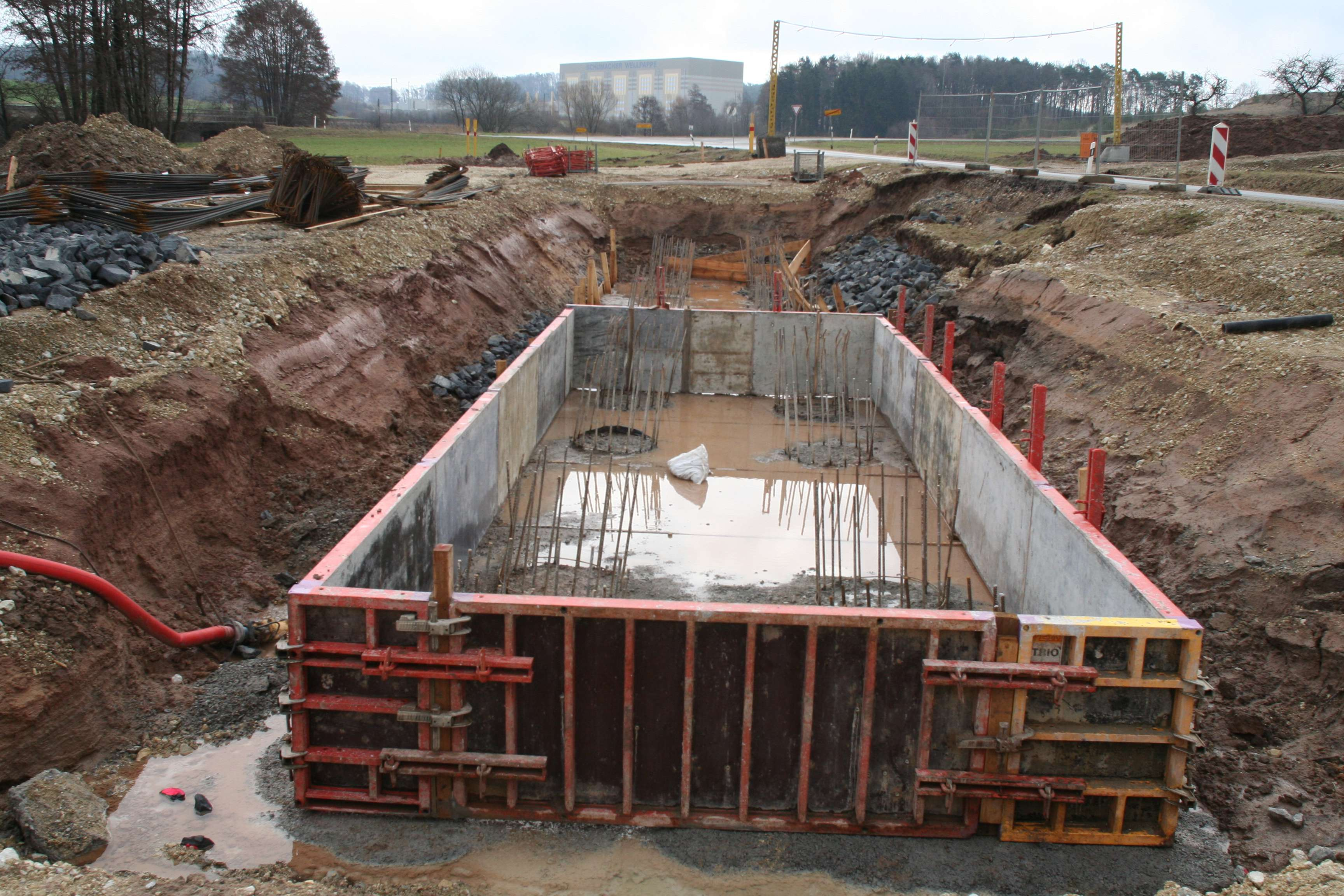
Schalung Pfahlkopffundament

Die Widerlager und Pfeiler sind auf Großbohrpfählen mit einem Durchmesser von 1,2 m gegründet. Dabei wurden für eine Stütze vier Pfähle unter der Pfahlkopfplatte angeordnet. Die achteckigen Pfeiler mit Höhen von maximal 10 m haben einen Stahlbetonvollquerschnitt mit 1,6 m Breite. Zur Aufnahme der Lager und etwaiger Pressen sind die Pfeilerköpfe trompetenförmig aufgeweitet.

## Überbauten

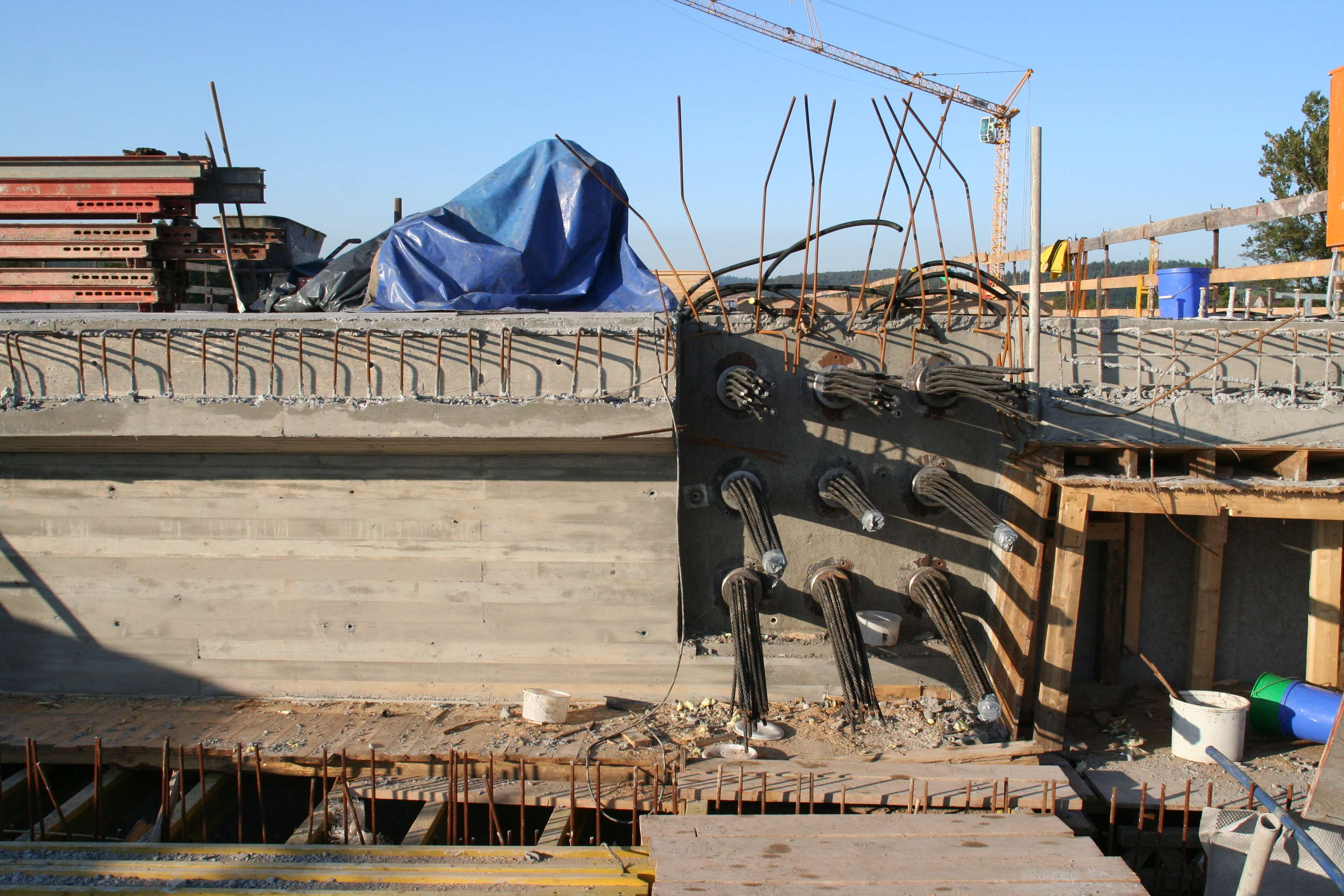
Spannglieder eines Längsträgers

Die beiden nebeneinanderliegenden Überbauten der Spannbetonbrücke weisen in Längsrichtung den Durchlaufträger als Bauwerkssystem auf. Sie haben einen zweistegigen Plattenbalkenquerschnitt mit einem Balkenabstand von 7,5 m und einer konstanten Konstruktionshöhe von 1,9 m. Die Längsvorspannung besteht aus internen Spanngliedern. Der Überbau besitzt in den Lagerachsen Querträger. Die Stützweiten betragen für die fünffeldrige Brücke 29,5 m bei den beiden Randfeldern und 34,0 m bei den drei Innenfeldern.

## Bauausführung
Baubeginn war im November 2005.

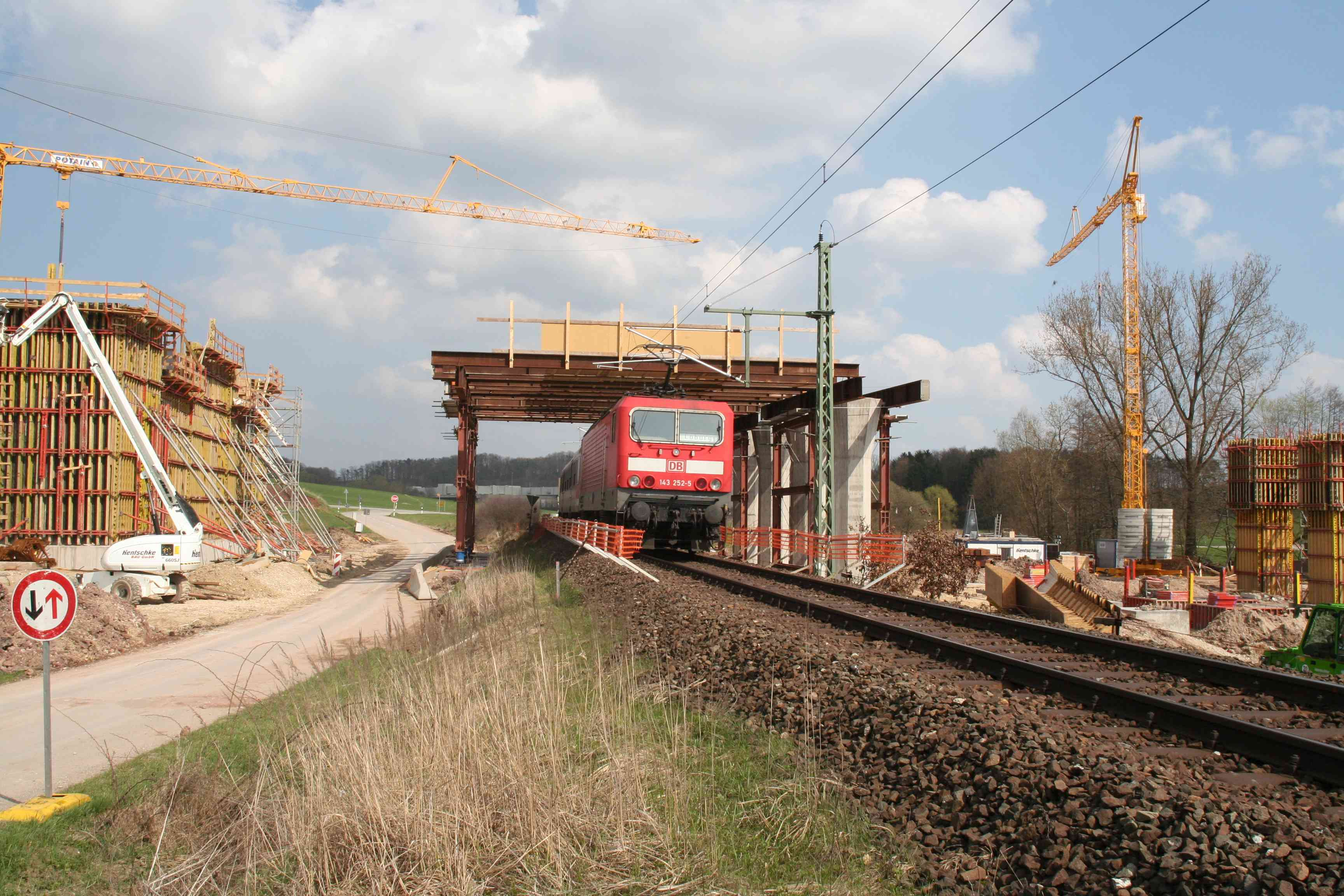
Schalung Widerlager und Traggerüst über Bahnstrecke

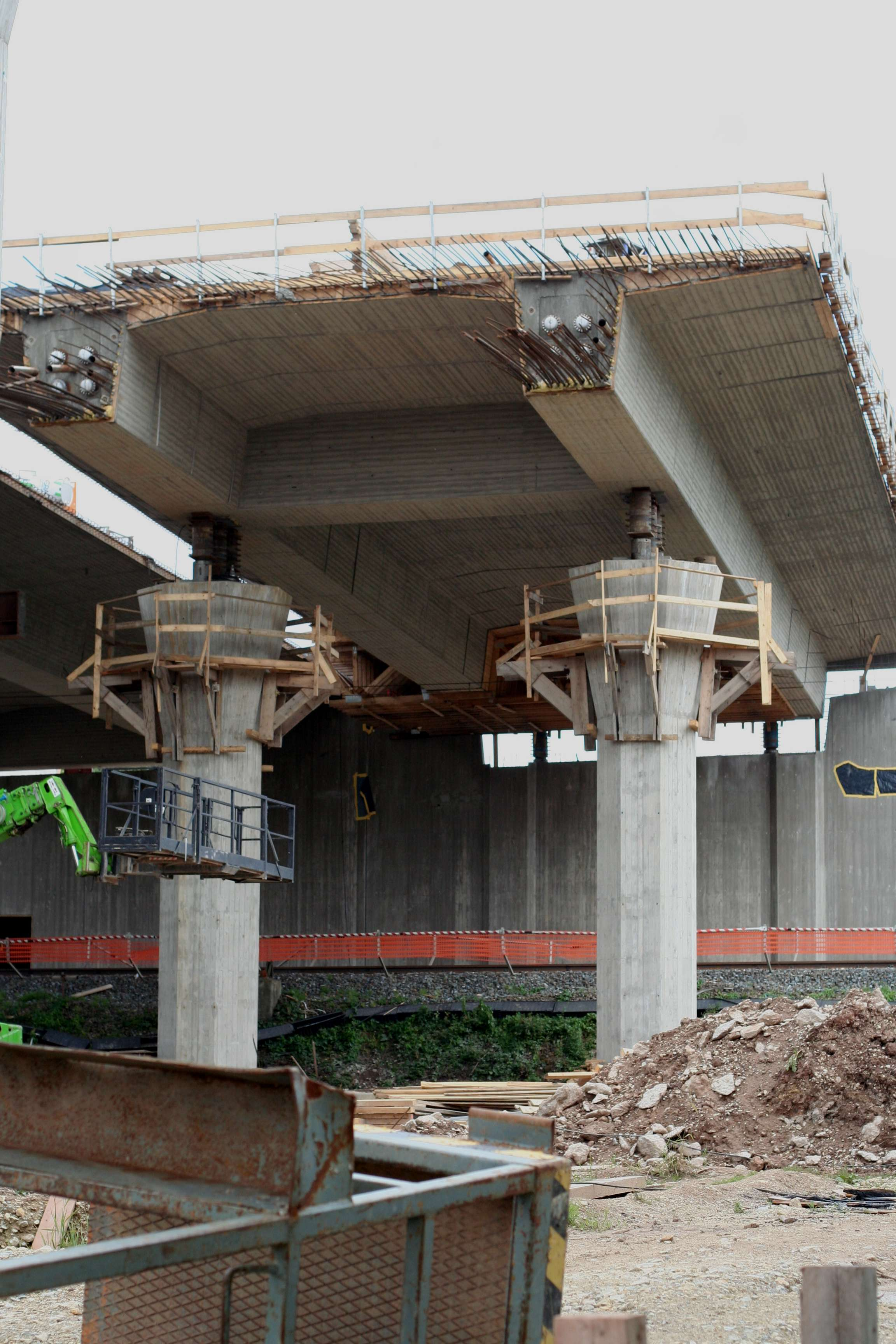
1. Betonierabschnitt des Überbaus, aufgebockt

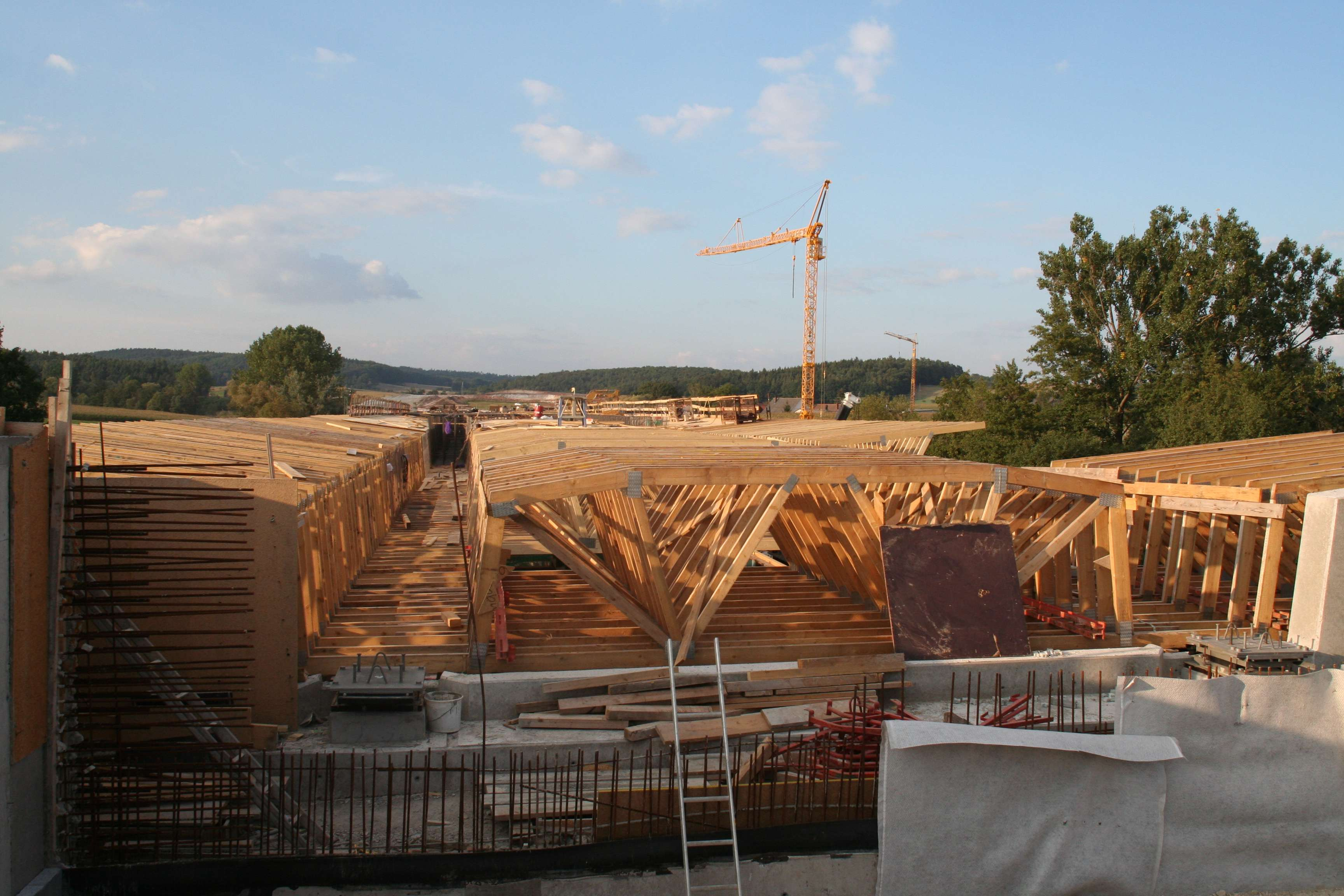
Holzrahmen für Schalung des Überbaus

Zuerst waren Vorarbeiten erforderlich. So wurde der Füllbach, der in der Nähe entspringt und eine Gemeindestraße sowie die Bahnstrecke in einem Durchlass quert, in dem Abschnitt, wo er die Widerlagerhinterfüllung kreuzt, provisorisch verrohrt. Außerdem wurde die Speiseleitung für die Oberleitung der Bahnstrecke im Abschnitt unter der Brücke als Erdkabel verlegt sowie die zugehörigen Fahrleitungsmaste ausgetauscht.
Anschließend erfolgte ab Dezember 2005 die Herstellung der Tiefgründung mit einem Pfahlbohrgerät. Begonnen wurde mit den Pfählen an der nördlichen Brückenseite bei der Bahnstrecke. Auf die bewehrten Pfähle wurden dann die Pfahlkopffundamente mit der Anschlussbewehrung für die Stützen beziehungsweise Widerlagerwände betoniert.
Im nächsten Schritt wurden die bis zu neun Meter hohen Widerlagerwände hergestellt, zuerst am nördlichen, anschließend am südlichen Widerlager. Parallel dazu erfolgte das Betonieren der Stützen in einem Guss.
Die beiden Überbauten wurden in je zwei Abschnitten auf einem ortsfesten Traggerüst hergestellt. Zuerst geschah dies parallel für beide Überbauten, in erhöhter Lage wegen der Oberleitung, für den Abschnitt mit ungefähr 40 m Länge über der Bahnstrecke. Dabei war für den Ein- bzw. Ausbau der Hauptträger eine Streckensperrung erforderlich. Anschließend wurde der restliche westliche Überbau und danach der östliche Überbau betoniert. Dafür waren jeweils 1200 m³ Beton innerhalb von zwölf Stunden mit vier Autobetonpumpen einzubauen. Der letzte Überbauabschnitt wurde Mitte Dezember 2006 hergestellt.
Für den Füllbach wurde im Jahr 2007 ein neuer Durchlass unter dem Bahndamm, westlich von der Autobahnbrücke liegend, hergestellt.